# Pooth Khurd
Pooth Khurd là một thị trấn thống kê (census town) của quận North West thuộc bang Delhi, Ấn Độ.

## Nhân khẩu
Theo điều tra dân số năm 2001 của Ấn Độ, Pooth Khurd có dân số 8167 người. Phái nam chiếm 55% tổng số dân và phái nữ chiếm 45%. Pooth Khurd có tỷ lệ 72% biết đọc biết viết, cao hơn tỷ lệ trung bình toàn quốc là 59,5%: tỷ lệ cho phái nam là 79%, và tỷ lệ cho phái nữ là 64%. Tại Pooth Khurd, 13% dân số nhỏ hơn 6 tuổi.